# Bank és Monument metróállomás
A Bank és a Monument a londoni metró állomásai az 1-es zónában, a Central, a Circle, a District, a Northern és a Waterloo & City line érinti.

## Története
Az első állomást Eastcheap néven 1884. október 6-án nyitották meg, majd egy hónappal később a The Monument nevet kapta. 1898. augusztus 8-án átadták a Waterloo & City line állomását is City névvel. A Bank állomás a Northern line részeként 1900. február 25-én került átadásra, majd négy hónappal később a Central line állomása is. 1991-ben megnyílt a DLR végállomása is a Northern line vágányai közelében. A metróállomások közé gyalogos átjárót építettek, így hiába viselnek különböző neveket, általában együtt szokták kezelni őket, illetve az átszállási kapcsolatok között is feltüntetik.

## Forgalom
| Járat | Útvonal | Gyakoriság       |
| ----- | --- | ---------------- |
|       | (Epping és Hainault felől –) Leytonstone – Leyton – Stratford – Mile End – Bethnal Green – Liverpool Street – Bank – St. Paul’s – Chancery Lane – Holborn – Tottenham Court Road – Oxford Circus – Bond Street – Marble Arch – Lancaster Gate – Queensway – Notting Hill Gate – Holland Park – Shepherd’s Bush – White City (– tovább Ealing Broadway és West Ruislip felé) | 2-3 percenként   |
|       | Hammersmith – Goldhawk Road – Shepherd’s Bush Market – Wood Lane – Latimer Road – Ladbroke Grove – Westbourne Park – Royal Oak – Paddington – Edgware Road – Baker Street – Great Portland Street – Euston Square – King’s Cross St. Pancras – Farringdon – Barbican – Moorgate – Liverpool Street – Aldgate – Tower Hill – Monument – Cannon Street – Mansion House – Blackfriars – Temple – Embankment – Westminster – St. James’s Park – Victoria – Sloane Square – South Kensington – Gloucester Road – High Street Kensington – Notting Hill Gate – Bayswater – Paddington – Edgware Road | 10-15 percenként |
|       | Upminster – Upminster Bridge – Hornchurch – Elm Park – Dagenham East – Dagenham Heathway – Becontree – Upney – Barking – East Ham – Upton Park – Plaistow – West Ham – Bromley-by-Bow – Bow Road – Mile End – Stepney Green – Whitechapel – Aldgate East – Tower Hill – Monument – Cannon Street – Mansion House – Blackfriars – Temple – Embankment – Westminster – St. James’s Park – Victoria – Sloane Square – South Kensington – Gloucester Road – Earl’s Court (– tovább Wimbledon, Richmond, Kensington (Olympia) és Ealing Broadway felé)                                              | 2-3 percenként   |
|       | (High Barnet és Edgware felől –) Camden Town – Euston – King’s Cross St. Pancras – Angel – Old Street – Moorgate – Bank – London Bridge – Borough – Elephant & Castle – Kennington – Oval – Stockwell – Clapham North – Clapham Common – Clapham South – Balham – Tooting Bec – Tooting Broadway – Colliers Wood – South Wimbledon – Morden | 2-3 percenként   |
|       | Waterloo – Bank | 3-6 percenként   |
|       | Bank – Shadwell – Limehouse – Westferry – West India Quay – Canary Wharf – Heron Quays – South Quay – Crossharbour – Mudchute – Island Gardens – Cutty Shark for Maritime Greenwich – Greenwich – Depford Bridge – Elverson Road – Lewisham | 4-5 percenként   |
|       | Bank – Shadwell – Limehouse – Westferry – Poplar – Blackwall – East India – Canning Town – West Silvertown – Pontoon Dock – London City Airport – King George V – Woolwich Arsenal | 8-10 percenként  |

## Átszállási kapcsolatok
| Állomás  | Átszállási kapcsolatok                                                                 |
| -------- | -------------------------------------------------------------------------------------- |
| Bank     | Helyi buszok (Bank Station / Queen Victoria Street, Princes Street, Cornhill, Poultry) |
| Monument | Helyi buszok (Fenchurch Street, King William Street / Monument Station)                |

## Fordítás
- Ez a szócikk részben vagy egészben  a   Bank and Monument tube station című angol Wikipédia-szócikk fordításán alapul.  Az eredeti cikk szerkesztőit annak laptörténete sorolja fel. Ez a jelzés csupán a megfogalmazás eredetét és a szerzői jogokat jelzi, nem szolgál a cikkben szereplő információk forrásmegjelöléseként.